# 苏文多空军基地
苏文多空军基地（原为棉兰国际机场，或稱波洛尼亞國際機場）（IATA代碼：MES，ICAO代碼：WIMK）是一座位於印度尼西亞蘇門答臘西北方的國際機場。是棉蘭市的對外航空交通設施，也是印度尼西亞鷹航空公司的重要轉運點。
此機場已於2013年7月25日搬到瓜拉納穆國際機場。